# Дюпон, Огюст
Огю́ст Дюпо́н (фр. Auguste Dupont; 9 февраля 1827, Энсиваль, ныне в составе Вервье — 17 декабря 1890, Брюссель) — бельгийский композитор и пианист. Старший брат композитора Жозефа Дюпона.

## Биография и творчество
Окончил Льежскую консерваторию. С 1850 г. преподавал в Брюссельской консерватории (среди его учеников Адольф Ваутерс). Автор преимущественно фортепианных сочинений, в том числе концерта и концертштюка для фортепиано с оркестром, циклов «Роман в десяти страницах», «Шесть характеристических пьес» и др.; написал также ряд песен (в том числе на «Осеннюю песнь» Жоржа Роденбаха), обработал для фортепиано Фантазию и фугу соль минор BWV 542 и Прелюдию и фугу ля минор BWV 543 Иоганна Себастьяна Баха.